# Zagłębie Lubin

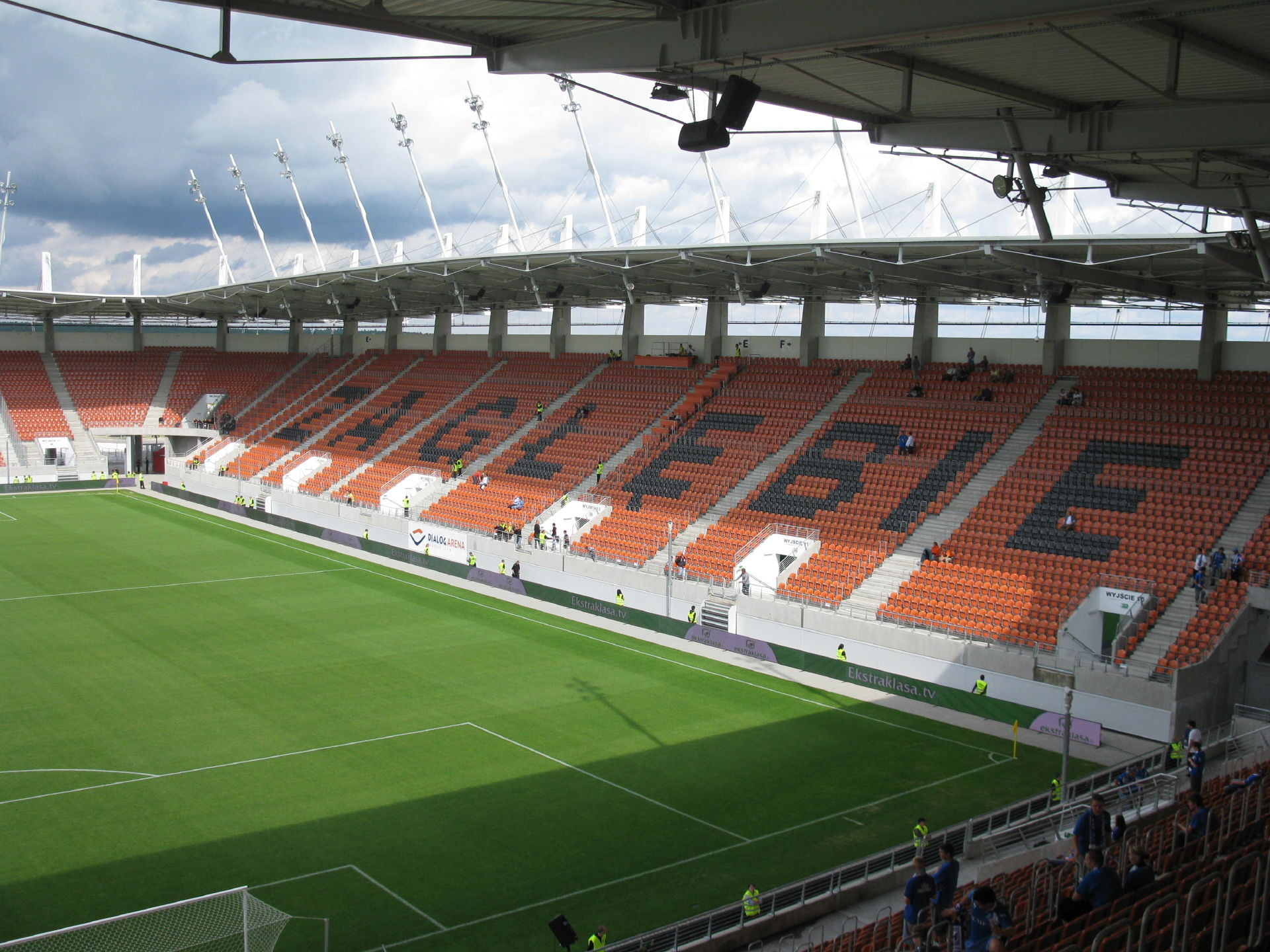
Stadion Miejski

A Zagłębie Lubin egy labdarúgócsapat Lubinban, Lengyelországban. A csapatot 1945-ben alapították, színei: zöld, fehér és narancssárga. Jelenleg a lengyel labdarúgó-bajnokság első osztályában szerepel.

## Története
A klubot 1945. szeptember 10-én alapították. A lengyel labdarúgó-bajnokság legmagasabb osztályát (Ekstraklasa) ezidáig két alkalommal sikerült megnyerniük: 1991-ben és 2007-ben. A lengyel kupa döntőjébe 2005-ben illetve 2006-ban bejutottak, de mindkétszer veszítettek. A lengyel szuperkupát 2007-ben azonban megszerezték.

## Stadion
Hazai mérkőzéseit a Stadion Miejskiben játssza, ami 16 100 néző befogadására alkalmas.

## Sikerei
Ekstraklasa
- Bajnok (2): 1990–91, 2006–07
- Ezüstérmes (1): 1989–90
- Bronzérmes (2): 2005–06, 2015–16

I liga
- Győztes (3): 1984–85, 1988–89, 2014–15
- 2. helyezett (2): 2003–04, 2008–09

II liga
- Győztes (2): 1974–75, 1977–78
- 2. helyezett (2): 1979–80, 1981–82

Lengyel Kupa
- Döntős (3): 2004–05, 2005–06, 2013-14

Lengyel Szuperkupa
- Győztes (1): 2007
- Döntős (1): 1991

## Játékoskeret
2022. július 17. szerint.
| #  |     | Poszt | Név                   |
| -- | --- | ----- | --------------------- |
| 1  | BIH | K     | Jasmin Burić          |
| 2  | POL | V     | Bartosz Kopacz        |
| 4  | POL | V     | Jarosław Jach         |
| 5  | POL | V     | Aleks Ławniczak       |
| 6  | POL | KP    | Tomasz Makowski       |
| 7  | SLO | KP    | Saša Živec            |
| 8  | GEO | V     | Guram Giorbelidze     |
| 9  | GEO | CS    | Tornike Gaprindasvili |
| 11 | POL | KP    | Arkadiusz Woźniak     |
| 14 | POL | KP    | Jakub Żubrowski       |
| 15 | CZE | CS    | Martin Doležal        |
| 17 | POL | CS    | Szymon Kobusiński     |
| 18 | POL | KP    | Filip Starzyński      |
| 19 | POL | CS    | Rafał Adamski         |
| 20 | SRB | KP    | Marko Poletanović     |
| 21 | POL | CS    | Tomasz Pieńko         |

| #  |     | Poszt | Név                                                 |
| -- | --- | ----- | --------------------------------------------------- |
| 22 | POL | K     | Szymon Weirauch                                     |
| 24 | POL | V     | Kacper Lepczyński                                   |
| 26 | POL | V     | Kacper Chodyna                                      |
| 27 | POL | V     | Bartłomiej Kłudka                                   |
| 28 | POL | KP    | Mateusz Kizyma                                      |
| 29 | SEN | CS    | Cheikhou Dieng                                      |
| 35 | POL | KP    | Filip Kocaba                                        |
| 36 | POL | CS    | Oliwier Sławiński                                   |
| 39 | SLO | KP    | Damjan Bohar                                        |
| 45 | POL | V     | Kamil Sobczak                                       |
| 77 | POL | V     | Mateusz Bartolewski                                 |
| 80 | POL | KP    | Kacper Masiak                                       |
| 89 | POL | K     | Kacper Bieszczad                                    |
| 90 | POL | CS    | Dawid Kurminowski (kölcsönben az Aarhus csapatától) |
| 99 | POL | KP    | Łukasz Łakomy                                       |

## A Zagłębie Lubin európai kupákban való szereplése
| Szezon  | Kiírás              | Forduló         | Ellenfél          | Eredmény         |
| ------- | ------------------- | --------------- | ----------------- | ---------------- |
| 1990/91 | UEFA-kupa           | 1. forduló      | Bologna           | 0–1, 0–1         |
| 1991/92 | BEK                 | 1. forduló      | Brøndby           | 0–3, 2–1         |
| 1995/96 | UEFA-kupa           | Selejtező       | Sirak             | 0–0, 1–0         |
|         |                     | 1. forduló      | AC Milan          | 0–4, 1–4         |
| 1996    | UEFA Intertotó-kupa | Csoportkör      | SV Ried           | 2-1              |
|         |                     |                 | Silkeborg IF      | 0-0              |
|         |                     |                 | Conwy United      | 3-0              |
|         |                     |                 | R. Charleroi S.C. | 0-0              |
| 2000    | UEFA Intertotó-kupa | 1. forduló      | FK Masallı        | 4-0, 3-1         |
|         |                     | 2. forduló      | NK Slaven Belupo  | 1-1, 0-0         |
| 2001    | UEFA Intertotó-kupa | 1. forduló      | Hibernians FC     | 4-0, 0-1         |
|         |                     | 2. forduló      | Lokeren           | 2-2, 1-2         |
| 2002    | UEFA Intertotó-kupa | 1. forduló      | Dinaburg FC       | 1-1, 0-1         |
| 2006/07 | UEFA-kupa           | 1. selejtezőkör | Dinama Minszk     | 1-1, 0-0         |
| 2007/08 | Bajnokok ligája     | 2. selejtezőkör | Steaua București  | 0-1, 1-2         |
| 2016/17 | Európa-liga         | 1. selejtezőkör | Szlavija Szofija  | 0-1, 1-2         |
|         |                     | 2. selejtezőkör | FK Partizan       | 0-0, 0-0 (4–3 p) |
|         |                     | 3. selejtezőkör | SønderjyskE       | 1-2, 1-1         |

### Ismertebb játékosok
| - Iliyan Mitsanski - Manuel Arboleda - Jarosław Bako - Piotr Czachowski - Mirosław Dreszer - Marek Godlewski - Jarosław Góra - Maciej Iwański - Radosław Kałużny - Janusz Kudyba - Romuald Kujawa - Mariusz Lewandowski - Wojciech Łobodziński - Stefan Machaj | - Sławomir Majak - Dariusz Marciniak - Adam Matysek - Olgierd Moskalewicz - Andrzej Niedzielan - Łukasz Piszczek - Jerzy Podbrożny - Eugeniusz Ptak - Maciej Śliwowski - Adam Zejer - Dariusz Żuraw |